# Un soffio di morte
Un soffio di morte (A Whiff of Death) conosciuto anche come I pianificatori della morte (The Death Dealers) è un giallo scritto da Isaac Asimov nel 1958; il romanzo è ambientato in una università americana, in particolare l'indagine si svolge in un laboratorio di chimica. Sulla materia Asimov è molto competente essendosi laureato in chimica nel 1939 e avendo per anni svolto l'attività di docente come professore associato di biochimica, ha inoltre pubblicato numerosi testi di divulgazione scientifica in materia.

## Trama
Un assistente di laboratorio viene trovato morto causa asfissia da cianuro. La polizia sembra propendere per l'errore umano o per una tragica fatalità ma il professor Louis Brade associato di chimica dell'ateneo intuisce che non si tratta di un caso bensì di un omicidio. L'investigatore di turno, Jack Doheny, inizialmente brancola nel buio tra storte e provette ma il professor Brade predispone per lui un corso accelerato di "chimica spiegata al popolo" e insieme 
riescono a individuare il colpevole

## Edizioni
Isaac Asimov, Un soffio di morte, traduzione di Moma Carones, Il Giallo Mondadori 1060, A. Mondadori Editore, 1969.